# Fire (песня 2NE1)
«Fire» — дебютный сингл корейской поп-группы 2NE1, изданный 6 мая 2009 года.

## Информация о песне
30 апреля 2009 года глава YG Entertainment Ян Хён Сок, объявил, что дебютной песней 2NE1 станет композиция в стиле хип-хоп/регги, и этот сингл выйдет в продажу на цифровых носителях 6 мая. Автором и продюсером песни стал корейский музыкант Тедди Пак. До выхода песни на сайте группы появились небольшие отрывки-тизеры.
Одновременно с синглом 6 мая вышел видеоклип «Fire» в двух версиях — «космической» и «уличной». Во второй присутствует камео рэпера G-Dragon. Оба клипа были сняты в апреле. Режиссёром стал Со Хён Сын. За день клипы собрали более миллиона просмотров, быстро добравшись до двух. Видеоклип также появился в блоге Переса Хилтона.
Первое живое выступление 2NE1 с «Fire» состоялось 17 мая 2009 года на телешоу Inkigayo. Песня возглавила хит-парад M.Net, а название группы вошло в топ запросов поисковых систем в Корее. Группа получила три награды Cyworld Digital Music Awards, песни «Lollipop» и «Fire» получили награду «Песня месяца», а группа — «Новичок месяца», а также две награды «Mutizen» программы SBS Inkigayo.

## Список композиций
| №  | Название              | Автор(ы)    | Длительность |
| -- | --------------------- | ----------- | ------------ |
| 1. | «Fire»                | Teddy, Kush | 3:43         |
| 2. | «Fire» (Instrumental) | Teddy, Kush | 3:41         |